# Neohybos schlingeri
Neohybos schlingeri är en tvåvingeart som beskrevs av Ale-rocha 2007. Neohybos schlingeri ingår i släktet Neohybos och familjen puckeldansflugor.
Artens utbredningsområde är Colombia. Inga underarter finns listade i Catalogue of Life.